# Lektionar 10
Lektionar 10 (nach der Nummerierung von Gregory-Aland als sigla ℓ 10 bezeichnet) ist ein griechisches Manuskript des Neuen Testaments auf Pergamentblättern (Vellum). Mittels Paläographie wurde es auf das 13. Jahrhundert datiert. 

## Beschreibung
Der Kodex enthält Lektionen aus dem Matthäusevangelium und Lukasevangelium (Evangelistarium). Die Lektionen aus dem Evangelium nach Johannes sind verlorengegangen. Es wurde in griechischen Minuskeln auf 142 Pergamentblättern (32,2 × 24,5 cm) geschrieben. Jede Seite hat 2 Spalten und 23 Zeilen.
Einst gehörte das Manuskript Colbert, wie auch die Lektionare  ℓ 7, ℓ 8, ℓ 9, ℓ 11 und ℓ 12.
Der Kodex befindet sich jetzt in der Bibliothèque nationale de France (Gr. 287) in Paris.